# Fernando Cavallini (zapaśnik)
Fernando Cavallini (ur. 17 października 1898 w Genui, zm. 13 lipca 1982 w Pizie) – włoski zapaśnik walczący w stylu wolnym. Olimpijczyk z Paryża 1924, gdzie zajął ósme miejsce w wadze piórkowej.

## Letnie Igrzyska Olimpijskie 1924
| Konkurencja      | Rundy eliminacyjne     | Klas. końcowa |
| Konkurencja      | 1/8                    | Miejsce       |
| ---------------- | ---------------------- | ------------- |
| 61 kg styl wolny | Cliff Chilcott (CAN) P | 8.            |